# Tim Story (compositeur)
Pour les articles homonymes, voir Tim Story et Story.
Tim Story est un compositeur américain né en 1957. Il possède un style caractéristique, créant une musique ambient méticuleuse et très stylisée, utilisant le piano et les claviers dans des pièces parfois proches d'Erik Satie.
Il a enregistré, parmi d'autres labels, pour Hearts of Space ou Windham Hill Records.

## Discographie
- Inlandish (Hans-Joachim Roedelius/Tim Story) (2008)
- Errata (Dwight Ashley/Hans-Joachim Roedelius/Tim Story) (2008)
- Buzzle (2006)
- Standing and Falling (Ashley/Story) (2005)
- Caravan (Film Soundtrack) (2005)
- Lunz (Story/Roedelius) (2002)
- Shadowplay (2001)
- Drop (Ashley/Story) (1997)
- Abridged (1996)
- In Search of Angels (1994)
- The Perfect Flaw (1994)
- A Desperate Serenity (Ashley/Story) (1992)
- Beguiled (1991)
- The Legend of Sleepy Hollow (1988)
- Glass Green (1987)
- Wheat and Rust (1987)
- Three Feet From the Moon (1985)
- Untitled (1984)
- In Another Country (1982)
- Threads (1981)